# 調撥車道

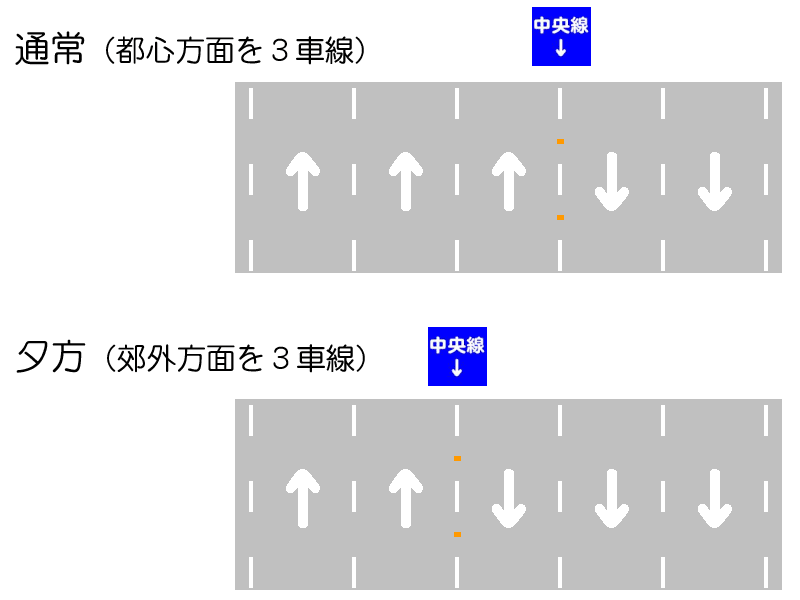
在双向合共5条车道的假设情形下，調撥車道的一种应用实例

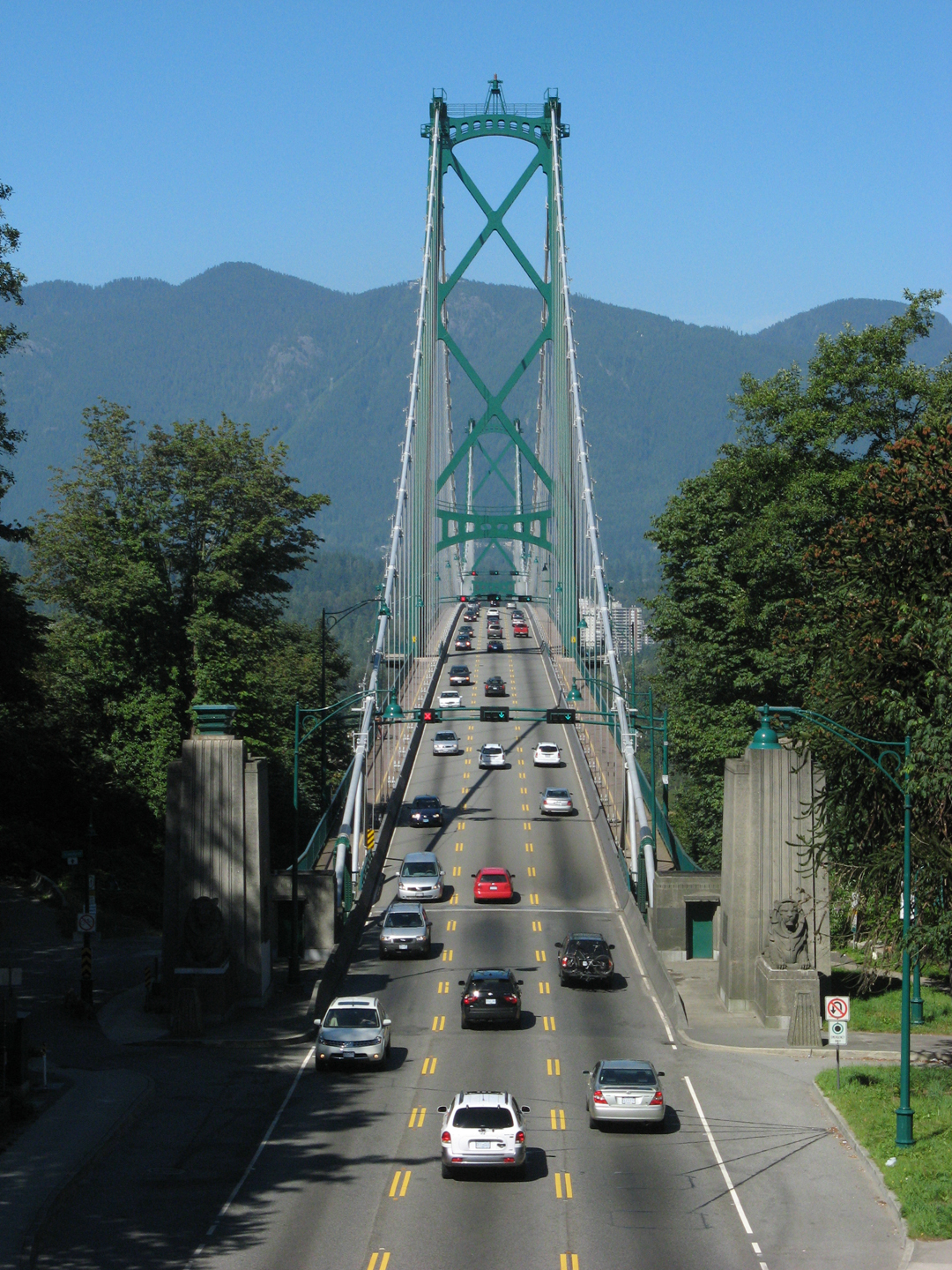
加拿大溫哥華獅門橋的中央行車綫為調撥車道。

瑞典的調撥車道線。

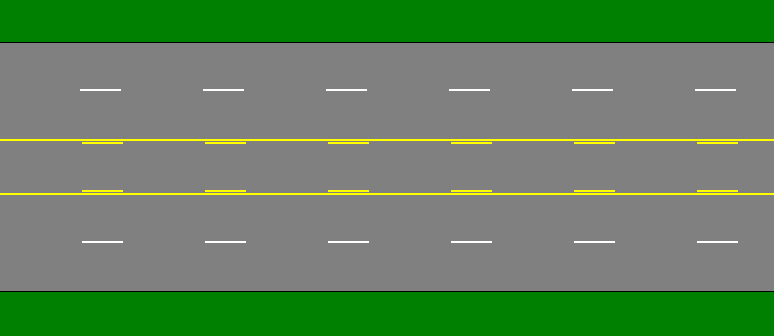
美國的調撥車道線。

調撥車道（英語：reversible lane或tidal flow）。是指可依照車流量而變換車道行駛方向的行車模式。有調撥車道的道路，通常會有不同時間的車流變化，例如上班時間進城的車輛多，則調撥車道會調整成進城的方向；到了下班時間，出城的車輛多，則調整為出城的方向。可改善交通擁塞的情形為其最大優點；但缺點是會有用路人因不熟悉路況誤闖調撥車道，而與來車相撞造成事故，讓調撥車道有「自殺車道」（suicide lanes）之惡名。因此有些地方的調撥車道需有警察配合指揮交通。

## 標誌與標線
各國的調撥車道，所表示的標誌與標線不盡相同。例如瑞典及臺灣是以雙白虛線畫出調撥車道，而臺灣的調撥車道內會畫上菱形並漆上調撥車道字樣及開放時間，同時會有車道管制號誌標明該車道是否可以通行，亦有藍底白字之告示牌寫明開放時間，且通常會附掛遵30-1標誌，要求駕駛人開啟頭燈以策安全。在美國等國則以黃虛線或是黃實線畫出調撥車道，而在中国，潮汐车道线以两条黄色虚线并列组成的双黄虚线作为其指示标线，指示潮汐车道的位置。 
在調撥車道的兩端，會以色燈標誌標示調撥車道的開放與否，有些國家的調撥車道會以紅綠燈表示，但如此可能會讓用路人混淆。而大部份會以綠色垂直向下箭頭和叉型紅燈來標示調撥車道的開放與否。

## 臺灣的調撥車道
臺灣的調撥車道主要集中在臺北市、新北市兩大城市間的主要幹道。一般來說，調撥車道通常只能直行和左轉（但是有些路口會禁止左轉）。大部分的調撥車道依照道路交通安全規則第99條，設有禁行機車標線與調撥車道禁行機車標誌，僅少數路段可行駛機車。
下列調撥時間若未另行標註者，其開放時間皆為平日（例假日除外）。

### 臺北市
總計21處。
| 項次 | 路段     | 範圍                                     | 時間                      |
| ---- | -------- | ---------------------------------------- | ------------------------- |
| 1    | 民權東路 | 國醫中心至成功路(往西)                   | 07:00～09:00              |
| 2    | 永福橋   | 永福橋頭至自來水南區營業處(往北)         | 07:00～09:00              |
| 3    | 水源路   | 永春街254巷至師大路口(往北)              | 07:00～09:00 17:00～19:00 |
| 4    | 研究院路 | 南港水廠至忠孝東路(往北)                 | 07:00～09:00              |
| 5    | 南港路   | 南港橋頭至研究院路(往西)                 | 07:00～09:00              |
| 6    | 承德路   | 士商路至劍潭路(往南)                     | 07:00～09:00              |
| 7    | 承德路   | 通河街至民族西路(往南)                   | 07:00～09:00              |
| 8    | 重慶南路 | 中正橋頭至愛國西路(往北)                 | 07:00～09:00              |
| 9    | 中山北路 | 福林橋頭至劍潭路(往南)                   | 07:00～09:00              |
| 10   | 中山北路 | 酒泉街至民生東路(往南)                   | 07:00～09:00              |
| 11   | 基隆路   | 臺北市調查處至基隆高架道路樂業匝道(往南) | 17:00～19:30              |
| 12   | 敦化南路 | 基隆路至仁愛路(往北)                     | 07:00～09:00              |
| 13   | 民族東路 | 中山北路至吉林路(往東)                   | 07:00～09:00              |
| 14   | 新生南路 | 辛亥路至和平東路(往北)                   | 07:00～09:00              |
| 15   | 環河南路 | 開封街至忠孝西路(往北)                   | 07:00～09:00              |
| 16   | 復興北路 | 五常街至民權東路(往南)                   | 07:00～09:00              |
| 17   | 北安路   | 大直街至大直橋(往西)                     | 07:00～09:00              |
| 18   | 舊宗路   | 行善路至南京東路6段(往南)                | 17:30～19:30              |
| 19   | 瑞湖街   | 陽光街至民權東路6段11巷(往南)            | 17:00～19:30              |
| 20   | 民生西路 | 迪化街至環河北路(往西)                   | 16:00～19:00              |
| 21   | 洲子街   | 瑞光路393巷至港墘路(往東)                | 17:30～19:30              |

### 新北市
總計8處。
| 項次 | 區     | 路段                        | 範圍                                      | 時間               |
| ---- | ------ | --------------------------- | ----------------------------------------- | ------------------ |
| 1    | 永和區 | 永和路二段（市道111號區間） | 永和路二段（中正路至光復街2巷）           | 07:00~09:00        |
| 2    | 永和區 | 中正橋                      | 中正橋                                    | 07:00~09:00        |
| 3    | 永和區 | 永元路                      | 永元路（得和路至永利路）                  | 07:00~09:00        |
| 4    | 永和區 | 永福橋                      | 永福橋往台北市                            | 07:00~09:00        |
| 5    | 中和區 | 四維街                      | 四維街（景新街至四維街23巷）              | 07:00~09:00        |
| 6    | 新店區 | 安康路                      | 安康路2段158巷-安坑交流道                 | 06:30~08:00        |
| 7    | 汐止區 | 大同路一段                  | 大同路1段286巷至民權街                    | 07:00~09:00        |
| 8    | 淡水區 | 民權路-中正東路2段          | 民權路與民族路口至中正東路2段與八勢一街口 | 遇緊急事故實施調撥 |

### 新竹市
總計5處。
| 項次 | 路段       | 範圍                           | 時間         |
| ---- | ---------- | ------------------------------ | ------------ |
| 1    | 慈雲路     | 龍山西路至園區一路（北向南）   | 06:45～09:15 |
| 2    | 園區一路   | 園區一路至工業東三路（北向南） | 06:45～09:15 |
| 3    | 寶山路     | 寶山路200巷至高翠路（西向東）  | 06:30～09:30 |
| 4    | 力行六路   | 園區一路至力行一路（北向南）   | 07:00～09:00 |
| 5    | 大學路51巷 | 中山高旁至展業一路（北向南）   | 07:00～09:00 |

慈雲路調撥車道位於慈雲路高架橋正中央車道，行駛時禁止變換車道。

### 臺中市
總計1處。
| 項次 | 路段   | 範圍                       | 時間         |
| ---- | ------ | -------------------------- | ------------ |
| 1    | 朝馬路 | 虹陽橋（下橋引道，西向東） | 17:00～19:00 |

本調撥車道為左轉專用車道。

### 彰化縣
總計1處，位於鹿港鎮。
| 項次 | 路段         | 範圍                     | 時間         |
| ---- | ------------ | ------------------------ | ------------ |
| 1    | 彰濱五路二段 | 台17線至台61線（東向西） | 07:00～08:00 |

### 雲林縣
總計2處，位於麥寮鄉，每日實施調撥車道。
| 項次 | 路段   | 範圍                        | 時間                                |
| ---- | ------ | --------------------------- | ----------------------------------- |
| 1    | 工業路 | 雲3鄉道至外東環路（東向西） | 06:30～08:00                        |
| 2    | 東環路 | 聯一道路至營三處            | 07:00～08:30 往南 16:40～18:00 往北 |

### 屏東縣
總計1處，位於枋寮鄉、枋山鄉。
| 項次 | 路段  | 範圍                              | 時間               |
| ---- | ----- | --------------------------------- | ------------------ |
| 1    | 台1線 | 水底寮至嘉和路段（436.5K~445.5K） | 遇連續假日實施調撥 |

## 中國大陆的調撥車道

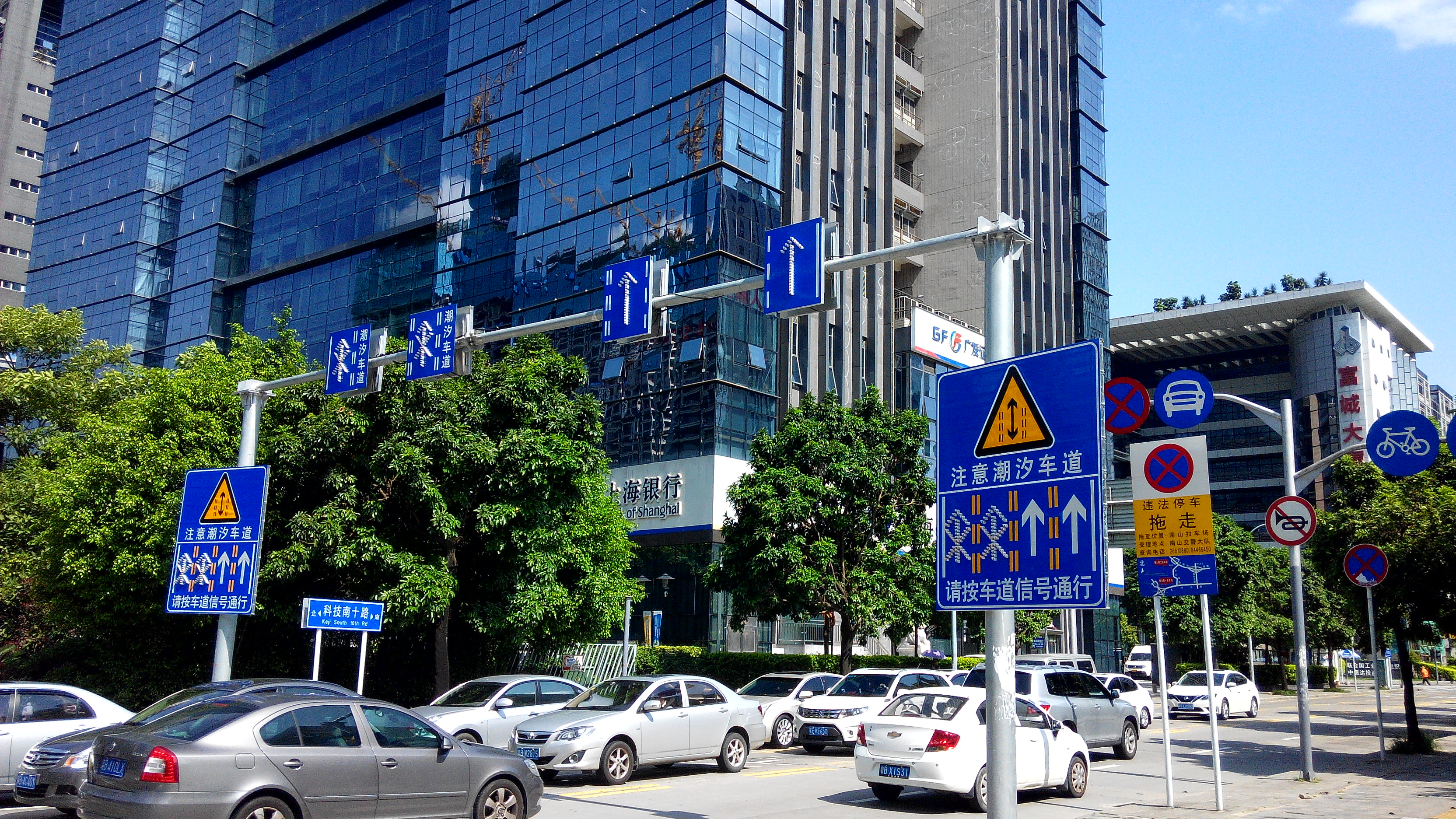
深圳科技南十路的调拨车道

自2013年9月12日起，北京市朝阳区的朝阳路（东三环京广桥至东四环慈云寺桥区间）由东向西方向主路内侧车道设置为潮汐车道，这是北京市设立的首条潮汐车道。根据规定，每天17时至20时，朝阳路潮汐车道禁止机动车由东向西方向行驶，准许机动车由西向东方向行驶。其余时段，该潮汐车道只准机动车由东向西方向行驶。在设立初期，出现了较多误入潮汐车道的情况。
由于广州人民桥也存在上下班高峰期出现车流拥堵现象，在2013年9月22日开始也实现了潮汐车道的设置。截至2016年，除北京、广州外，包括上海、重庆、深圳等数十座城市均有设置潮汐车道（如深南東路）。

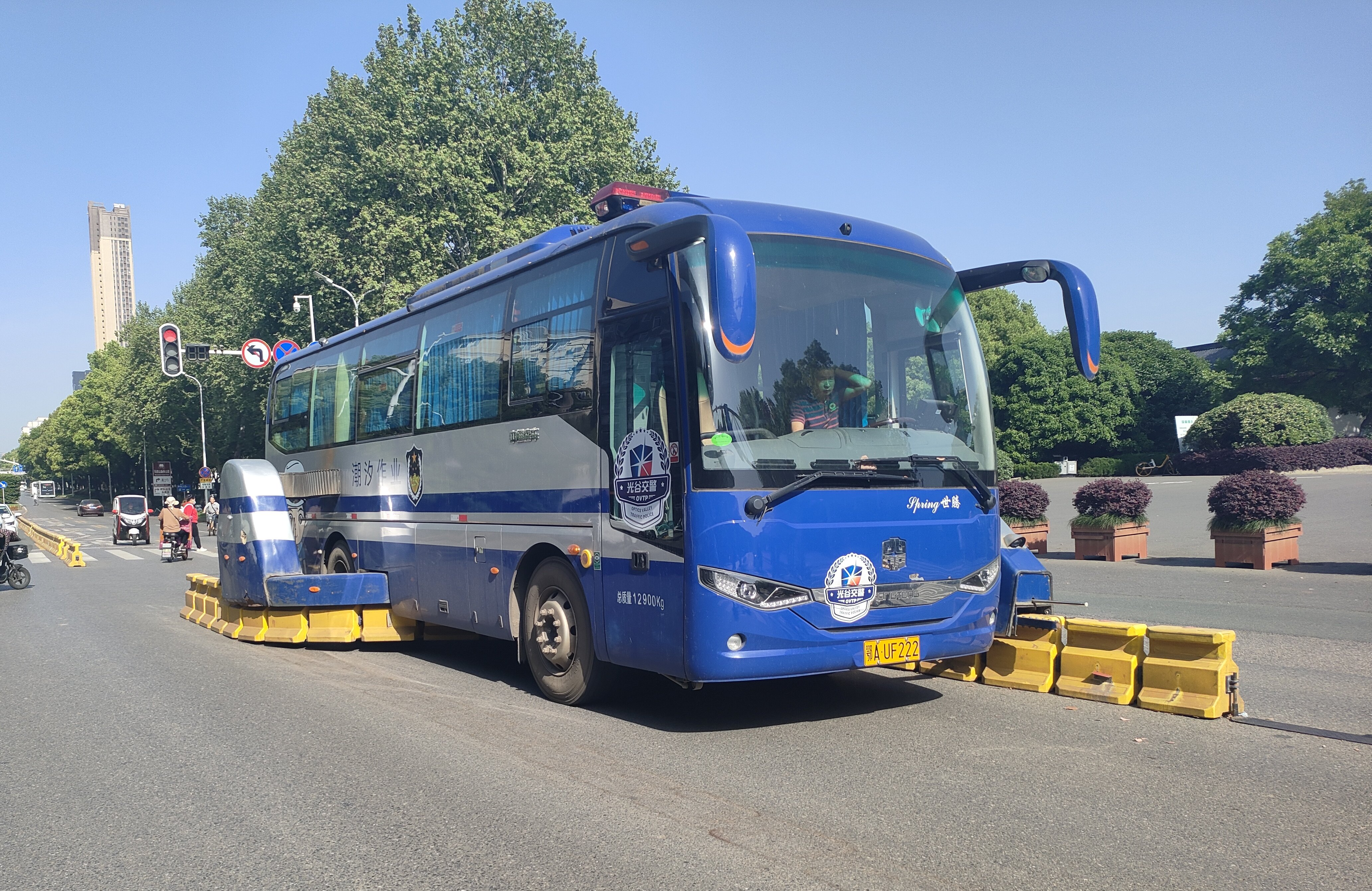
武汉市珞瑜东路的潮汐车道及移动移动隔离墩的作业车

武汉市的潮汐车道采用实体隔离墩分隔双向车道，潮汐车道变换方向时有专门的作业车移动隔离墩。

## 香港的潮水式行車
香港大部份的隧道是雙程雙線分隔雙管隧道。隧道會在晚間定時封閉其中一條管道，以單管雙線行車同時降速為50 km/h，通常由凌晨左右開始封閉，到翌日早上六時前重開，以作定期清潔、檢查和維修保養。
獅子山隧道在2012年3月8日水管三級火警後，獅子山隧道快線在3月12日早上6時重開，並實施「潮水式行車」：上班繁忙時間，2條行車線往九龍、1條行車線往沙田；下班繁忙時間，1條行車線往九龍、2條行車線（第二獅子山隧道整條管道）往沙田。

## 另見
- 高乘載車道
- 公車專用道